# Lempa
De Lempa is de langste rivier van Centraal-Amerika. Hij stroomt door de landen Guatemala, Honduras en El Salvador.
De rivier ontspringt op de hoogvlakten van het departement Chiquimula in Guatemala. Hij loopt een klein stukje door de bergen van Honduras. Hij steekt de grens met El Salvador over in het noordoosten van het departement Chalatenango. In de kustvlakte bereikt hij de Grote Oceaan, tussen de departementen San Vicente en Usulután.
De rivier wordt gebruikt voor de visserij en de irrigatie van landbouwgebieden. In El Salvador wordt de rivier gebruikt voor de opwekking van elektriciteit. In de stuwmeren komen verschillende vogels voor, zoals de kwak, grote zilverreiger, ekster, Amerikaanse blauwe reiger, Halacrocorax brasillianus en Crotophaga sicirostris.
In het regenseizoen stroomt de rivier vaak over. Ook bestaat er dan het risico van dengue, door larven die in de rivier uitgebroed worden.

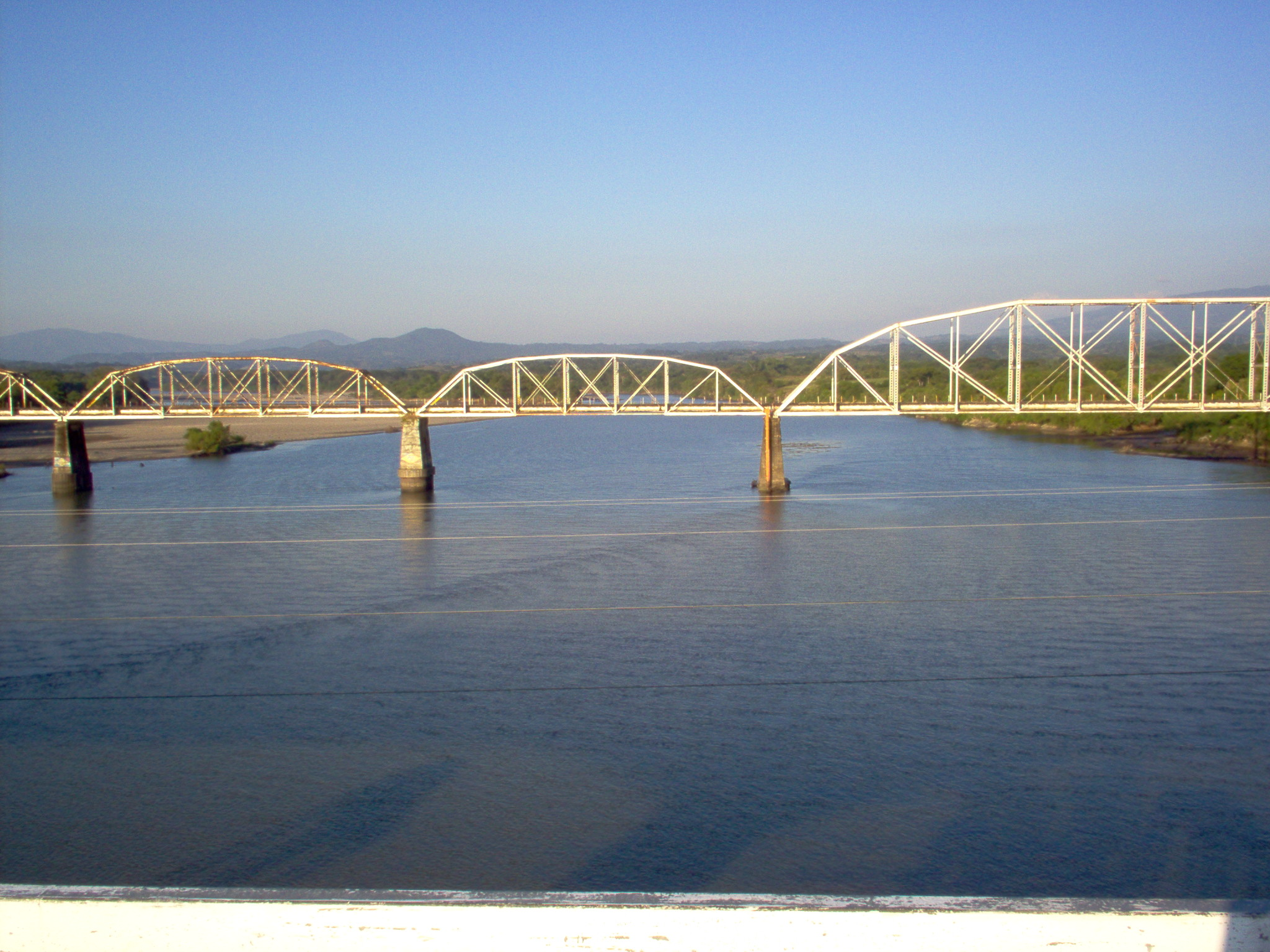
Oude brug over de Lempa

- Virtual International Authority File: 243554387